# Dębina (Olesno)
Pour les articles homonymes, voir Dębina.
Dębina est une localité polonaise de la gmina de Gorzów Śląski, située dans le powiat d’Olesno en voïvodie d'Opole.